# Бомбарда (плувка)
Вижте пояснителната страница за други значения на Бомбарда.
Бомбарда или Сбиролино (сбиро) (от итал. Sbirulino – bombarda) – вид утежнена плувка, с тегло от 5 до 40 гр., която се използва най-често при риболов на дребна до средна хищна риба обитаваща долните, средните и горни слоеве на водата – пъстърва, речен кефал (клен), распер, костур.
Риболовът с използването на бомбарда, при който се използват много похвати заимствани от риболова със спининг, (чести замятания и постоянно движение на стръвта), позволява замятането на леки от 1 – 4 гр. изкуствени примамки на далечно разстояние до 60 – 70 м и воденето на стръвта на различна дълбочина, като по този начин се облавят големи участъци от водоема. При риболов с естествена примамка (или силиконови спагети) стръвта се поставя Г образно, така че при воденето силно да ротира и по този начин да привлича рибата. Ето защо използването на троен вирбел между основното влакно и повода е силно препоръчителен.
Масово разпространение бомбардата е получила при морски риболов на зарган, илария, платерина, морски кефал.
Риболовът с бомбарда е идентичен на този с булдо.

## Видове бомбарди
- плаващи – движат се в горните слоеве на водата – оцветени обикновено в бяло, жълто, червено
- полупотъващи – движат се в средните слоеве на водата – оцветени обикновено в синьо, зелено,
- потъващи – движат се в долните слоеве на водата – оцветени обикновено в черно, или прозрачни

Бомбардите се маркират ХХ / ХХ, като първата група цифри е теглото на бомбардата в грамове, а втората група е относителното им тегло във водата, също в грамове.